# خورخي مولينا إنريكيز
خورخي مولينا إنريكيز هو مخرج كوبي، ولد في 5 فبراير 1966 في بالما سوريانو في كوبا.

## وصلات خارجية
- خورخي مولينا إنريكيز على موقع IMDb (الإنجليزية)
- خورخي مولينا إنريكيز على موقع ألو سيني (الفرنسية)
- خورخي مولينا إنريكيز على موقع أول موفي (الإنجليزية)
- خورخي مولينا إنريكيز على موقع أول موفي (الإنجليزية)
- خورخي مولينا إنريكيز على موقع قاعدة بيانات الفيلم (الإنجليزية)
- خورخي مولينا إنريكيز على موقع كينوبويسك (الروسية)
- خورخي مولينا إنريكيز على موقع كينوبويسك (الروسية)